# Fagatogo
Fagatogo är en ort i Amerikanska Samoa (USA).   Den ligger i distriktet Östra distriktet, i den västra delen av landet, i huvudstaden Pago Pago. Fagatogo ligger 134 meter över havet och antalet invånare är 1 868. Den ligger på ön Tutuila Island.
Terrängen runt Fagatogo är lite kuperad. Havet är nära Fagatogo åt nordost.  Närmaste större samhälle är Pago Pago, 1,4 km väster om Fagatogo. 